# Inverse matrix
In de lineaire algebra is de inverse matrix, of kort de inverse, van een vierkante matrix het inverse element van die matrix met betrekking tot de bewerking matrixvermenigvuldiging. Niet iedere matrix heeft een inverse. Een matrix heeft alleen een inverse als de determinant van de matrix ongelijk is aan 0. Als de inverse bestaat heet de matrix inverteerbaar. De inverse van de inverteerbare matrix {\displaystyle A}, genoteerd als {\displaystyle A^{-1}}, is ook een vierkante matrix van dezelfde dimensie als {\displaystyle A}, die zowel links als rechts met {\displaystyle A} vermenigvuldigd de eenheidsmatrix oplevert. 
Als van een stelsel vergelijkingen {\displaystyle Ax=b} de inverse {\displaystyle A^{-1}} van {\displaystyle A} bekend is, kan voor wisselende waarden van de vector {\displaystyle b}, de vector {\displaystyle x} worden berekend. De oplossing is {\displaystyle x=A^{-1}b}.

## Definitie
Een {\displaystyle n\times n}-matrix {\displaystyle A} heet inverteerbaar, als er een {\displaystyle n\times n}-matrix {\displaystyle B} bestaat zodanig dat 
{\displaystyle AB=BA=I}
Hierin is {\displaystyle I} de eenheidsmatrix van orde {\displaystyle n}, ook wel aangeduid met {\displaystyle I_{n}}. De matrix {\displaystyle B} heet de inverse van {\displaystyle A} en wordt aangeduid met {\displaystyle A^{-1}}.
Een inverteerbare matrix wordt ook regulier genoemd en een niet-inverteerbare singulier.

## Eigenschappen
- Uniciteit: De inverse is eenduidig bepaald. Stel namelijk dat de {\displaystyle n\times n}-matrix {\displaystyle C} ook een inverse is van {\displaystyle A}. Dan is

{\displaystyle C=CI=C(AA^{-1})=(CA)A^{-1}=IA^{-1}=A^{-1}}
- Als {\displaystyle A} inverteerbaar is, is ook {\displaystyle A^{-1}} inverteerbaar en

{\displaystyle (A^{-1})^{-1}=A}
- Als {\displaystyle A} en {\displaystyle B} beide inverteerbare {\displaystyle n\times n}-matrices zijn, is ook hun product {\displaystyle AB} inverteerbaar en

{\displaystyle (AB)^{-1}=B^{-1}A^{-1}}
- Als {\displaystyle A} inverteerbaar is, en {\displaystyle c} is een reëel getal verschillend van 0, dan

{\displaystyle (cA)^{-1}={\frac {1}{c}}\ A^{-1}}
- De getransponeerde matrix {\displaystyle A^{\top }} van een inverteerbare matrix {\displaystyle A}, is ook inverteerbaar en

{\displaystyle (A^{\top })^{-1}=(A^{-1})^{\top }}

### Inverteerbaarheid
Voor een {\displaystyle n\times n}-matrix {\displaystyle A} zijn de volgende uitspraken equivalent: 
- {\displaystyle A} is inverteerbaar
- er is een {\displaystyle n\times n}-matrix {\displaystyle B} zodat {\displaystyle AB=I_{n}}
- er is een {\displaystyle n\times n}-matrix {\displaystyle C} zodat {\displaystyle CA=I_{n}}
- de determinant van {\displaystyle A} is verschillend van 0
- de vergelijking {\displaystyle Ax=0} heeft als enige oplossing {\displaystyle x=0}
- de vergelijking {\displaystyle Ax=b} heeft precies één oplossing voor elke {\displaystyle b}
- {\displaystyle A^{\top }} is inverteerbaar
- de kolommen van {\displaystyle A} zijn lineair onafhankelijk
- de rijen van {\displaystyle A} zijn lineair onafhankelijk
- de rang van {\displaystyle A} is {\displaystyle n}
- de echelonvorm van {\displaystyle A} is de eenheidsmatrix
- alle eigenwaarden van {\displaystyle A} zijn verschillend van nul
- de lineaire operator horende bij {\displaystyle A} is inverteerbaar
- de lineaire operator horende bij {\displaystyle A} is injectief, surjectief, of beide.

## Inverteren
Het daadwerkelijk berekenen van de inverse van een matrix is vaak een bewerkelijke opgave met veel numerieke moeilijkheden. Dat komt doordat de betrokken matrices meestal grote afmetingen hebben. Er is veel onderzoek gedaan, zowel theoretisch als praktisch, naar het ontwikkelen van algoritmen om een matrix te inverteren.
De inverse van de vierkante matrix {\displaystyle A} kan berekend worden met de formule
{\displaystyle A^{-1}={\frac {1}{\det(A)}}{\rm {{adj}(A)}}}
Hierin is {\displaystyle \det(A)} de determinant van {\displaystyle A} en {\displaystyle {\rm {{adj}(A)}}} de geadjugeerde van {\displaystyle A}.

### Voorbeeld 1
De 2×2-matrix {\displaystyle A={\begin{bmatrix}\ a&b\\c&d\ \end{bmatrix}}} is inverteerbaar als de determinant van {\displaystyle A} ongelijk is aan 0: {\displaystyle ad-bc\neq 0}. De inverse van {\displaystyle A} wordt dan gegeven door:
{\displaystyle A^{-1}={\frac {1}{ad-bc}}\ {\begin{bmatrix}d&-b\\-c&a\end{bmatrix}}}

### Matrix 'vegen'
De toepassing van deze formule vergt echter meestal veel rekenwerk. 
Een van de numerieke methoden voor het bepalen van de inverse van een inverteerbare matrix {\displaystyle A} is  door middel van Gauss-eliminatie de uitgebreide matrix {\displaystyle [A|I_{n}]} te herleiden tot {\displaystyle [I_{n}|A^{-1}]}.

### Voorbeeld 2
Inverteer:
{\displaystyle A={\begin{bmatrix}1&2&0\\2&4&1\\2&1&0\end{bmatrix}}}
Vorm de uitgebreide matrix
{\displaystyle [A\mid I\;]=\left[{\begin{array}{ccc|ccc}1&2&0&1&0&0\\2&4&1&0&1&0\\2&1&0&0&0&1\end{array}}\right]}
Vegen:
Trek 2 keer de eerste rij af van de beide andere:
{\displaystyle \left[{\begin{array}{ccc|ccc}1&2&0&1&0&0\\0&0&1&-2&1&0\\0&-3&0&-2&0&1\end{array}}\right]}
Verwissel de 2e en de 3e rij:
{\displaystyle \left[{\begin{array}{ccc|ccc}1&2&0&1&0&0\\0&-3&0&-2&0&1\\0&0&1&-2&1&0\end{array}}\right]}
Deel de 2e rij door –3:
{\displaystyle \left[{\begin{array}{ccc|ccc}1&2&0&1&0&0\\0&1&0&{\tfrac {2}{3}}&0&-{\tfrac {1}{3}}\\0&0&1&-2&1&0\end{array}}\right]}
Trek 2 keer de 2e rij af van de 1ste:
{\displaystyle \left[{\begin{array}{ccc|ccc}1&0&0&-{\tfrac {1}{3}}&0&{\tfrac {2}{3}}\\0&1&0&{\tfrac {2}{3}}&0&-{\tfrac {1}{3}}\\0&0&1&-2&1&0\end{array}}\right]}
De inverse is dus:
{\displaystyle A^{-1}={\begin{bmatrix}-{\tfrac {1}{3}}&0&{\tfrac {2}{3}}\\{\tfrac {2}{3}}&0&-{\tfrac {1}{3}}\\-2&1&0\end{bmatrix}}}

## Niet-vierkante matrices
Voor een niet-vierkante matrix {\displaystyle A} kan zowel voor rechts- als voor linksvermenigvuldiging een aparte matrix bestaan die bij de vermenigvuldiging met {\displaystyle A} een eenheidsmatrix oplevert. Zulke matrices worden niet als inverse matrix beschouwd. Men gebruikt echter wel de termen linksinverse en rechtsinverse zonder dat het om een inverse matrix gaat.